# Hospital Regional San José del Carmen de Copiapó
El Hospital Regional San José del Carmen de Copiapó es un establecimiento de salud público chileno de alta complejidad, ubicado en la capital de la Región de Atacama. Es el hospital más antiguo de la zona, y el más grande de la región. Por su infraestructura y prestaciones médicas, es el principal centro de salud que recibe las interconsultas del resto de la comuna, de la provincia homónima y de la región. 

## Historia
Los orígenes del hospital de Copiapó se remontan a 1848, cuando se construye el denominado "Establecimiento de Beneficencia" en los terrenos que donó Candelaria Goyenechea. En 1869 se construyó un Hospicio en el mismo lugar, el cual también recibió a numerosos heridos de guerra provenientes del Guerra del Pacífico.
El Hospicio resultó completamente destruido luego del terremoto de Vallenar de 1922. Un año después, Carlos Van Buren realiza una donación para construir un nuevo hospital, cuyo patrón pasó a ser San José del Carmen.
El hospital sufrió un incendio en 1965 que destruyó parte de sus instalaciones. En julio de 1968 el presidente Eduardo Frei Montalva anunció la construcción de un nuevo hospital en el mismo sitio, siendo entregada la primera etapa en 1971 durante el gobierno del presidente Salvador Allende y la segunda en 1974 bajo la dictadura de Augusto Pinochet. La tercera etapa fue entregada recién en 1995, bajo la presidencia de Eduardo Frei Ruiz-Tagle.
En 2007 un convenio firmado entre el Ministerio de Salud y el Gobierno Regional de Atacama permitió iniciar el proceso de normalización del hospital, que contempla la construcción de una nueva torre de hospitalización, que debió estar concluida en 2012, pero los retardos en la construcción de la obra gruesa y el posterior equipamiento hacen suponer que la obra recién estará concluida en 2017.
En julio de 2017, el hospital instaló un sistema de autoconsumo fotovoltaico y termosolar, con 200 paneles solares, siguiendo la política pública de eficiencia energética y generación de energías renovables en Chile, otorgándole una independencia eléctrica necesaria en casos de emergencia.